# Zetomimidae
Zetomimidae är en familj av spindeldjur. Zetomimidae ingår i ordningen kvalster, klassen spindeldjur, fylumet leddjur och riket djur.